# Беспредел в средней школе
«Беспредел в средней школе» (англ. High School High; другие переводы «Учитель и чудовища», «Переполох в школе»; дословный перевод «Школа под кайфом») — пародийная комедия на фильмы про американские школы, к примеру, «Директор», «Опасные умы», «Замена», «Выстоять и добиться», а также некоторые другие, напрямую к пародируемому жанру не относящиеся.

## Сюжет
Ричард Кларк преподавал в престижной академии Веллингтона, которой руководит его отец. Из-за постоянной опеки со стороны своего отца, Ричард решил покинуть академию, чтобы работать обычным учителем в обычной средней школе. Однако школа имени Мэриона Барри, в которой он находит работу, находится в бедном районе, где учатся в основном национальные меньшинства. Ричард, тем не менее, не унывает, так как считает, что даже этих детей можно чему-нибудь научить. В школе его встречает угрюмая и авторитарная директриса Эвелин Дойл и её милая, и жизнерадостная помощница Виктория.
Учеников в школе терроризирует банда из бывших учеников под предводительством Пако. Они хотят перетащить на свою сторону Гриффа, ученика, который ранее был связан с бандой, но, отсидев год и вернувшись в школу, решил изменить свою жизнь. Грифф теперь мечтает о поступлении в колледж. Благодаря противостоянию с бандой Пако, мистер Кларк заслуживает некоторое уважение у своих учеников, затем ему удаётся войти и в доверие к Гриффу. Попутно он развивает романтические отношения с Викторией.
Мистер Кларк усиленно готовит своих учеников к экзамену. Пако же подменяет результаты экзаменов, в результате чего весь класс проваливается. Мистера Кларка увольняют, а разочарованный Грифф решает присоединиться к банде Пако. Начинает ходить слух, что результаты экзаменов подменили. Мистер Кларк, Виктория и другие ученики отправляются спасать Гриффа из лап банды, который в этот момент уже собирается принять участие в наркосделке. Попутно разоблачаются преступные махинации директрисы Эвелин Дойл.
Мистер Кларк становится директором школы, также он примиряется со своим отцом. Шести ученикам удаётся получить аттестат, в том числе Гриффу, у которого самый высокий балл. Школу переименовывают в честь Чака Берри.

## В ролях
- Джон Ловитц — Ричард Кларк, наивный учитель, чья главная цель состоит в том, чтобы подтянуть успеваемость нерадивых учеников средней школы Мэриона Бэрри
- Тиа Каррере — Виктория Чапелл, помощник директора школы, которая симпатизирует Ричарду
- Луиза Флетчер — директор Эвелин Дойл, которая считает, что Ричард потерпит неудачу
- Мекай Файфер — Грифф МакРейнолдс, один из учеников Кларка, который хочет окончить школу и поступить в колледж
- Малинда Уильямс — Натали Томпсон, подруга Гриффа
- Гильермо Диас — Пако Родригес, бывший член банды Гриффа
- Наташа Грегсон Вагнер — 	Джули Рубельс, одна из учениц Кларка, у которой много детей
- Джон Невилл — Таддеуш Кларк, отец Ричарда

## Рецензии
Фильм был принят прохладно. На Rotten Tomatoes у него 19 % «свежести», на Metacritic — 33 балла из 100. Кинокритик Роджер Эберт поставил фильму 1,5 звезды из 4. В Variety отметили, что фильм не такой смешной, как предыдущие фильмы Дэвида Цукера.

## Саундтрек
19 августа 1996 года на лейбле Big Beat Records вышел альбом с саундтреком к фильму, содержащий хип-хоп и R&B. Альбом достиг 20-й строчки в альбомном чарте Billboard 200 и получил золотую сертификацию. В альбом попали не все композиции прозвучавшие в фильме. Издание Complex поставило альбом на 18 место в своём списке «25 лучших хип-хоп-саундтреков всех времён».
| №                   | Название                                          | Исполнитель                          | Длительность |
| ------------------- | ------------------------------------------------- | ------------------------------------ | ------------ |
| 1.                  | «So Many Ways»                                    | The Braxtons                         | 3:56         |
| 2.                  | «I Got Somebody Else»                             | Changing Faces                       | 4:17         |
| 3.                  | «Wu-Wear: The Garment Renaissance»                | RZA, Method Man and Cappadonna       | 3:55         |
| 4.                  | «Get Down for Mine»                               | Real Live                            | 4:00         |
| 5.                  | «I Just Can’t»                                    | Faith Evans                          | 3:43         |
| 6.                  | «Your Precious Love»                              | D’Angelo and Erykah Badu             | 4:11         |
| 7.                  | «The Rap World»                                   | Large Professor and Pete Rock        | 4:03         |
| 8.                  | «Queen Bitch»                                     | Lil’ Kim                             | 3:17         |
| 9.                  | «Why You Wanna Funk?»                             | Spice 1 and The Click                | 4:08         |
| 10.                 | «I Can’t Call It»                                 | De La Soul                           | 3:28         |
| 11.                 | «Bohemian Rhapsody»                               | The Braids                           | 4:00         |
| 12.                 | «High School Rock»                                | KRS-One                              | 3:35         |
| 13.                 | «Peace, Prosperity & Paper»                       | A Tribe Called Quest                 | 4:01         |
| 14.                 | «Wild Side»                                       | Jodeci                               | 3:45         |
| 15.                 | «The Ultimate (You Know the Time)»                | Artifacts                            | 4:12         |
| 16.                 | «The Next Spot»                                   | Sadat X and Grand Puba               | 3:46         |
| 17.                 | «Skrilla»                                         | Scarface and Facemob                 | 3:45         |
| 18.                 | «Semi-Automatic: Full Rap Metal Jacket»           | Inspectah Deck, U-God and Streetlife | 4:01         |
| 19.                 | «The Good, the Bad and the Desolate»              | The Roots                            | 4:06         |
| 20.                 | «C’Mon N’ Ride It (The Train-Part II) Bass Remix» | Quad City DJ’s                       | 3:55         |
| Общая длительность: | Общая длительность:                               | Общая длительность:                  | 78:00        |

## Интересные факты
- Фильм посвящён памяти актёра Лекси Бигама и букинг-агента Элизабет Люстиг. Оба погибли в ДТП по завершении съёмок фильма в декабре 1995 года: Бигам — в Лос-Анжелесе, Люстиг — в Москве
- Трей Паркер отклонил предложение стать режиссёром фильма, несмотря на то, что в то время он был неизвестен в Голливуде
- В концовке фильма снялся его сопродюсер и сосценарист Дэвид Цукер. Он появляется после титров в роли работника, проводящего переоборудование статуи Мэриона Барри, что расположена возле школы, в статую Чака Берри.

## Ошибки
- Когда Кларк задаёт учащимся вопрос: «Кто из Президентов США впервые был показан по телевидению?», — он говорит, что правильный ответ «Эйзенхауэр». Хотя в действительности первым Президентом США, появившимся в телевизоре, был Франклин Рузвельт. Это произошло на Всемирной выставке в Нью-Йорке в 1939 году